# Don Giovanni (film, 1970)
Pour les articles homonymes, voir Don Juan (homonymie).
Pour plus de détails, voir Fiche technique et Distribution.
Don Giovanni est un film italien réalisé par Carmelo Bene et sorti en 1970.
Le film est librement inspiré de la nouvelle Le Plus Bel Amour de Don Juan de Jules Barbey d'Aurevilly parue en 1867.

## Synopsis
Don Juan essaye frénétiquement de séduire la fille de sa maîtresse, une adolescente coquine et d'apparence laide, qui est très pieuse. Il utilise tous les expédients à cette fin, allant jusqu'à réaliser un théâtre de marionnettes, inspiré des Aventures de Pinocchio, et va même se déguiser sous les traits du Rédempteur mais ses efforts semblent vains.

## Fiche technique
- Titre original italien : Don Giovanni[1],[2]
- Réalisation : Carmelo Bene
- Scénario : Carmelo Bene d'après la nouvelle Le Plus Bel Amour de Don Juan de Jules Barbey d'Aurevilly
- Photographie : Mario Masini (it)
- Montage : Mauro Contini
- Musique : Béla Bartók, Georges Bizet, Gaetano Donizetti, Wolfgang Amadeus Mozart, Modeste Moussorgski, Sergueï Prokofiev, Giuseppe Verdi
- Décors : Salvatore Vendittelli (peintre)
- Société de production : Carmelo Bene
- Pays de production :  Italie
- Langue originale : italien, anglais, français, espagnol
- Format : Couleur par Ektachrome et noir et blanc - 1,37:1 - Son mono - 16 mm
- Genre : Comédie de mœurs[2]
- Durée : 75 minutes (1 h 15)
- Dates de sortie : 
  - France : 13 mai 1970[3] (Festival de Cannes 1970) ; 11 novembre 1970 (en salles)
  - Italie : 29 août 1970 (Mostra de Venise 1970) ; 1er septembre 1970 (Rome)[3] ; 12 février 1971 (Milan)[3]

## Distribution
- Carmelo Bene : Don Juan (Don Giovanni en VO)
- Salvatore Vendittelli : Le commandant
- Gea Marotta[4] : La fille
- Lydia Mancinelli : La mère / La maîtresse de Don Juan
- Vittorio Bodini : Le père / Le confesseur

## Production
Le film, qui a coûté quelques millions de lires, est tourné dans un espace intérieur très exigu. Le montage consistait en un grand nombre de plans, dont plusieurs étaient si courts, de quelques images, qu'ils n'étaient perceptibles qu'à un niveau subliminal. Don Giovanni commence par une scène en noir et blanc (entrecoupée de deux cadres en couleur) et se poursuit ensuite en couleur. Carmelo Bene écrit dans sa Vita :

« Don Giovanni est de l'art en morceaux, de la musique en morceaux. [...] Don Giovanni est un traité sur la mort, sur la putréfaction des morts encore vivants. C'est le moment le plus lyrique de mon cinéma. »

— Carmelo Bene
Le film est tourné très rapidement, à nouveau avec Masini comme chef-opérateur en 16 mm couleur sauf le prologue, en noir et blanc, dans des lumières très sombres dans une petite maison de l'Aventina appartenant à la peintre Salvatore Vendittelli, collaboratrice depuis 1961. Le montage de Contini comporte quatre mille plans, avec des inserts de trames colorées, avec parfois des jointures visibles et sonores.

## Accueil
Le Don Giovanni de Carmelo Bene a été très bien accueilli par les critiques français et italiens, comme Alberto Moravia et Goffredo Fofi. Olivier Père parle des films de Bene comme des « cristaux cinématographiques uniques, égarés dans le cosmos ». Henri Langlois comparait les films de Bene à des pâtisseries aux saveurs mélangées, et parlait de films remplis de cailloux. Les uns s’y brisent les dents, les autres s’en emparent et en font des rubis. Gilles Deleuze dans L'image-temps déclare que Bene est « un des plus grands constructeurs d’image-cristal » : « C’est toute l’image qui bouge ou palpite, les reflets se colorent violemment, les couleurs elles-mêmes cristallisent… ».
Il n'a cependant pas été un succès commercial (recettes « ridicules » de 12 millions et demi de lires) tout comme les deux premiers films de son réalisateur : Notre-Dame des Turcs et Capricci.